# Dendrophidion
Dendrophidion — рід змій родини полозових (Colubridae). Представники цього роду мешкають в Мексиці, Центральній і Південній Америці.

## Види
Рід Dendrophidion нараховує 15 видів:
- Dendrophidion apharocybe Cadle, 2012
- Dendrophidion atlantica Freire, Caramaschi & Gonçalves, 2010
- Dendrophidion bivittatus (A.M.C. Duméril, Bibron & A.H.A. Duméril, 1854)
- Dendrophidion boshelli Dunn, 1944
- Dendrophidion brunneum (Günther, 1858)
- Dendrophidion clarkii Dunn, 1933
- Dendrophidion crybelum Cadle, 2012
- Dendrophidion dendrophis (Schlegel, 1837)
- Dendrophidion graciliverpa Cadle, 2012
- Dendrophidion nuchale (W. Peters, 1863)
- Dendrophidion paucicarinatum (Cope, 1894)
- Dendrophidion percarinatum (Cope, 1893)
- Dendrophidion prolixum Cadle, 2012
- Dendrophidion rufiterminorum Cadle & Savage, 2012
- Dendrophidion vinitor H.M. Smith, 1941

## Етимологія
Наукова назва роду Dendrophidion походить від сполучення слів дав.-гр. δενδρον — дерево і οφιδιον — змійка.